# Daima Beltrán
Daima Mayelis Beltrán Guisado (* 10. September 1972 in Media Luna) ist eine ehemalige kubanische Judoka. Sie gewann zwei olympische Silbermedaillen und war 1997 und 1999 Weltmeisterin.

## Sportliche Karriere
Beltrán trat im Schwergewicht oder in der offenen Klasse an, wobei ihre Karriere teilweise parallel zu der in den gleichen Gewichtsklassen kämpfenden Estela Rodríguez verlief, so dass bei einigen Meisterschaften die eine im Schwergewicht antrat und die andere in der offenen Klasse.
Beltrán gewann ihren ersten kubanischen Meistertitel 1988 in der offenen Klasse, bei den gleichen Meisterschaften gewann Florentina Quintana den Titel im Schwergewicht vor Estela Rodríguez. 1990 siegte Daima Beltrán bei den Juniorenweltmeisterschaften im Schwergewicht. Bei den Judo-Weltmeisterschaften 1993 trat Beltrán in der offenen Klasse an und belegte den siebten Platz. 1994 gewann sie die Panamerikanischen Meisterschaften im Schwergewicht und ein Jahr später siegte sie auch bei den Panamerikanischen Spielen 1995. Ebenfalls 1995 gewann sie bei der Universiade in Fujuoka. Bei den Judo-Weltmeisterschaften 1995 in Chiba unterlag sie im Halbfinale des Schwergewichts der Niederländerin Angelique Seriese, den Kampf um die Bronzemedaille gewann Beltrán gegen die Japanerin Noriko Anno.
1996 gewann sie die Panamerikanischen Meisterschaften, was sie 1997 wiederholte. Bei den Judo-Weltmeisterschaften 1997 in Paris trat Daima Beltrán in beiden Klassen an. Im Schwergewicht belegte sie nach Niederlagen im Halbfinale gegen die Französin Christine Cicot und anschließend gegen die Polin Beata Maksymow den fünften Platz. In der offenen Klasse siegte sie im Halbfinale gegen die Chinesin Yuan Hua und im Finale gegen die Spanierin Raquel Barrientos. 1998 siegte Beltrán bei den  Panamerikanischen Meisterschaften. 1999 erkämpfte sie bei der Universiade sowohl im Schwergewicht als auch in der offenen Klasse eine Bronzemedaille. Bei den Panamerikanischen Spielen 1999 siegte sie im Schwergewicht. Bei den Judo-Weltmeisterschaften 1999 in Birmingham schied sie im Schwergewicht gegen Yuan Hua aus, in der offenen Klasse siegte sie im Halbfinale gegen Priscila Marques aus Brasilien und im Finale gegen die Japanerin Miho Ninomiya. 
Bei den Olympischen Spielen 1992 und 1996 hatte im Schwergewicht Estela Rodríguez die Silbermedaille gewonnen, einen Wettbewerb in der offenen Klasse gab es im Frauenjudo nie bei Olympischen Spielen. Bei den Olympischen Spielen 2000 in Sydney trat erstmals Daima Beltrán für Kuba an. Nach vier Siegen unterlag sie im Finale der Chinesin Yuan Hua und erhielt die Silbermedaille. 
Bei den Judo-Weltmeisterschaften 2001 verlor Beltrán im Halbfinale gegen die Japanerin Midori Shintani, sicherte sich aber die Bronzemedaille. Vier Monate später siegte sie bei den Panamerikanischen Meisterschaften sowohl im Schwergewicht als auch in der offenen Klasse, ein Erfolg, den sie 2002 wiederholen konnte. 2003 gewann sie bei den Panamerikanischen Spielen zum dritten Mal in Folge das Schwergewicht. Bei den Judo-Weltmeisterschaften 2003 in Osaka  verlor sie das Halbfinale im Schwergewicht gegen die Japanerin Maki Tsukada und anschließend den Kampf um Bronze gegen die Britin Karina Bryant, in der offenen Klasse unterlag sie Karina Bryant im Halbfinale, besiegte aber im Kampf um Bronze die Französin Céline Lebrun. Beltráns letztes großes Turnier waren die Olympischen Spiele 2004 in Athen. Im Halbfinale gewann sie gegen die Chinesin Sun Fuming, im Finale unterlag sie der Japanerin Maki Tsukada und erhielt wie vier Jahre zuvor die Silbermedaille.

## Kubanische Meistertitel
- Schwergewicht: 1993, 1997, 2003[1]
- Offene Klasse: 1988, 1991, 1992, 1994, 1995, 1996, 1998, 2001, 2003